# Tell Beit Mirsim
Koordinaten: 31° 27′ N, 34° 55′ O
Tell Beit Mirsim ist ein antiker Ruinenhügel am Rande des Judäischen Berglands zwischen Rahat und Hebron im Grenzgebiet von Israel und dem Westjordanland. 
Auf dem Tell Beit Mirsim führte William Foxwell Albright von 1926 bis 1932 umfangreiche Ausgrabungen durch. Dabei entdeckte er Teile sowohl einer bronze- als auch einer eisenzeitlichen Stadt. Dabei handelt es sich vielleicht um die Reste von dem aus der Bibel bekannten Debir, auch Kirjat-Sefer genannt (Jos 15,15 ).
Die Ausgrabung erbrachte 10 oder 11 Schichten, die vom späten dritten vorchristlichen Jahrtausend bis um 589 v. Chr. datieren. Der Ort ist für die Archäologie von Palästina von besonderer Bedeutung, da die Keramik in den einzelnen Schichten besonders gut beobachtet und schnell publiziert wurde. Dieses Keramikkorpus galt lange als Standard für die Archäologie der Region.
Im Oktober/November 2004 wurden am Fuß des Tell Beit Mirsim auf der geplanten Trasse der Israelischen Sperranlagen Rettungsgrabungen durchgeführt. Das Gemeinschaftsprojekt der Israelischen Antikenbehörde und der Ben-Gurion-Universität im Negev wurde von Miki Ein Gedy geleitet. Da die Sperranlagen südlich am Tell Beit Mirsim vorbeigehen sollten, wurden aufgrund der Bedeutung der Fundstelle vor Baubeginn Flächen am südlichen Ende des Tells sowie auf dem Sattel zwischen dem Tell und dem Dorf Beit Mirsim archäologisch untersucht. Weitere Areale wurden entlang der Hügel östlich und westlich des Tells geöffnet.
Der bedeutendste Fund waren die Überreste einer byzantinischen Kirche aus dem 6. – 7. Jahrhundert auf der Nordseite am Fuß des Tells, wo vor der Grabung zwei Kalksteinsäulen aus dem Boden ragten. Trotz starker Störung durch landwirtschaftliche Terrassierung im Osten und militärische Schäden im Westen war es möglich den Grundriss der Kirche weitgehend nachzuweisen. Sie war als Basilika erbaut mit einem Haupt- und zwei Seitenschiffen. Reste von Mosaikböden und das Baptisterium wurden freigelegt. Unter der Kirche fand sich eine kleine eingewölbte Krypta (1,7 × 3,5 Meter; Höhe 2,4 m), die vom südlichen Seitenschiff aus über eine Treppe zu erreichen war.